# På luffen i Beverly Hills
På luffen i Beverly Hills (originaltitel: Down and Out in Beverly Hills) är en amerikansk komedifilm från 1986, i regi av Paul Mazursky.

## Handling
Jerry Baskin (Nick Nolte) är hemlös och uppgiven. Han bestämmer sig för att ta livet av sig genom att dränka sig i en pool i Beverly Hills. Poolen tillhör paret Whiteman, och maken Dave (Richard Dreyfuss) räddar livet på Jerry. Dave och hans fru Barbara (Bette Midler) bestämmer sig för att hjälpa Jerry på fötter.

## Rollista
- Nick Nolte – Jerry Baskin
- Bette Midler – Barbara Whiteman
- Richard Dreyfuss – Dave Whiteman
- Elizabeth Peña –  Carmen the Maid
- Little Richard – Orvis Goodnight
- Evan Richards – Max Whiteman
- Tracy Nelson – Jenny Whiteman
- Felton Perry – Al